# 大師パーキングエリア

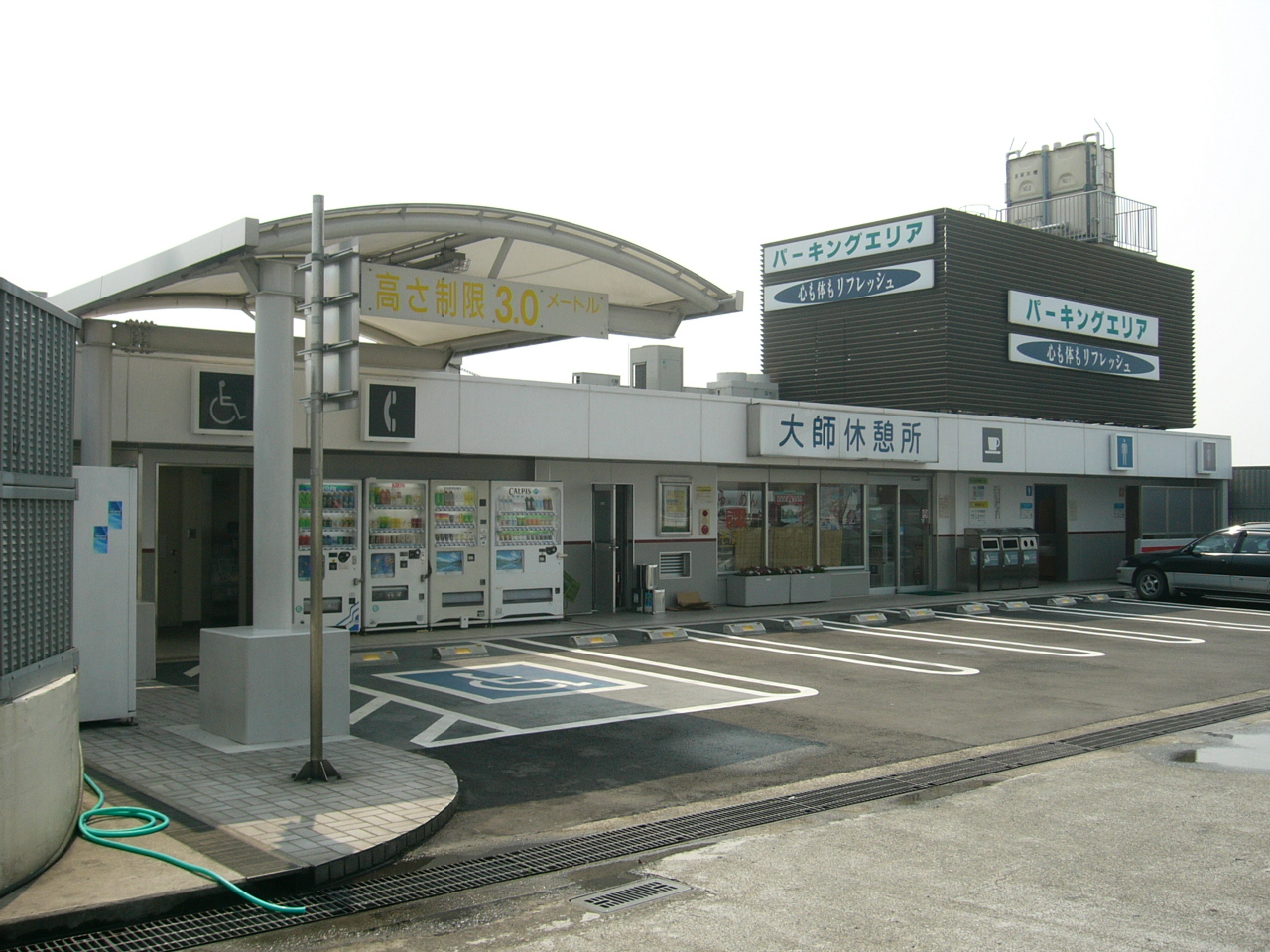
大師PA

大師パーキングエリア（だいしパーキングエリア）は、神奈川県川崎市川崎区の首都高速道路神奈川1号横羽線上にあるパーキングエリアである。

## 概要
大師本線料金所すぐ先の左側に設置されており、下り線のみ利用可能となっている。
PA出入口の位置関係から、PA利用者に対し料金所の一番左のレーンを利用するよう直前の案内標識で促している。他のレーンからのPA利用は困難である。また、大型車は敷地面積の問題から駐車マスがなく利用できない。
売店及び供食設備として、レストラン（2008年2月19日営業終了）、24時間営業のコンビニエンスストア（ポプラ生活彩家、2009年4月1日開店・2010年5月15日閉店）が設置されていた時期がある。

## 道路
- 首都高速神奈川1号横羽線

## 施設

### 下り線（幸浦・横浜公園・横浜町田方面）
所在地：神奈川県川崎市川崎区殿町一丁目4-2外
- 駐車場
  - 小型 8台
  - 身障者用 1台
- トイレ
  - 男 大2（洋式2）、小3
  - 女 3 （洋式3）
  - 身障者用 1
- 自動販売機（冷凍食品・アイスクリーム・飲料・パン）

## 隣
首都高速神奈川1号横羽線
(150) 羽田出入口 - (151) 大師出入口（東京方面出入口） - 大師TB/PA - (152A) 大師出入口（横浜方面出入口） - (153)浜川崎出入口